# 姫路信用金庫

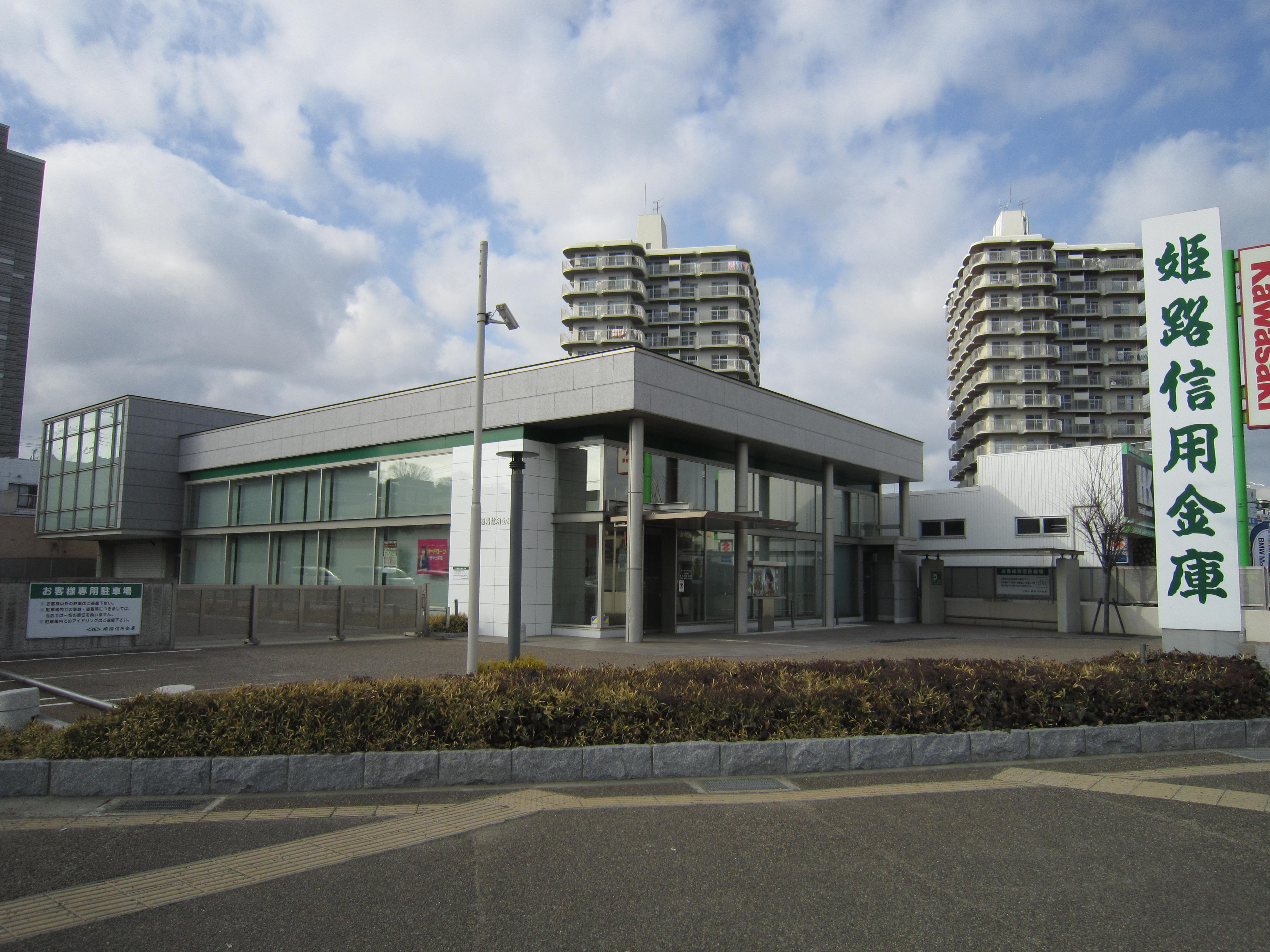
姫路信用金庫手柄支店(兵庫県姫路市)

姫路信用金庫（ひめじしんようきんこ）は、兵庫県姫路市に本店を置く信用金庫である。愛称は姫信（ひめしん）。

## 概要
姫路地区を中心に、神戸・明石地区など兵庫県南部の広範囲にて事業展開している。
姫路に同じく本店を置く播州信用金庫・兵庫信用金庫、また、全国信用金庫の中においても、特に長い歴史を持つ信用金庫であり、2010年に創立100周年を迎えた。
創立以来、他信用金庫との合併を行うことなく、現在の規模を築いている。
本店屋上には、二光神社という名の祠がある。姫路信用金庫の祭神として、女神「天照皇大神」男神「明治天皇」の二柱が祀られている。
姫路信用金庫の社章である菱を2つ合わせたロゴマークは、ダイヤモンドの象徴である光（菱形）を組み合わせたものであり、その形の名前を二光神社の名前の由来ともなった「二光」とした。また、菱形は、姫路信用金庫の略称である姫信の頭文字である「ヒ・シ」の意味合いでもある。

## 沿革
- 1910年（明治43年）2月1日 - 有限責任姫路信用組合を設立。
- 1924年（大正13年）2月 - 産業組合法に基づき、改組。
- 1943年（昭和18年）4月 - 市街地信用組合法に基づき、改組。
- 1950年（昭和25年）4月 - 中小企業等協同組合法に基づき、改組。
- 1951年（昭和26年）10月 - 信用金庫法に基づき、姫路信用金庫となる。
- 2002年（平成14年）3月 - 関西西宮信用金庫より、事業の一部を譲り受ける。
- 2005年（平成17年）2月 - 兵庫県立大学と産学連携協定を結ぶ。

## 文化・社会貢献
- 有本芳水賞

地元姫路で生まれた詩人・有本芳水を顕彰した公募展。姫路市の小学生から募集。優秀な受賞作品をまとめた記念詩集を発刊。
- ひめしん文化会

有本芳水賞の運営。伊藤太一がデザインするカレンダー作成。女性社員が中心となって事業運営している。
- ひめしん美術展

姫路信用金庫美術部が主催する美術展。部員の作品だけではなく、地元在住の作家による作品も出品される。主な作品ジャンルは洋画、日本画、水彩画。主な開催地としてイーグレひめじ姫路市民ギャラリーを用いる。
- 三宅正太郎育英会

優秀な大学生を対象に、奨学金を支給する財団法人。

## 課外活動
- 美術部

昭和52年設立。美術展、油絵創作会、写生会、美術鑑賞会などの活動を行っている。
- 陸上部
- 野球部
- 卓球部
- テニス部
- バレーボール部
- 珠算部
- サッカー部

## 産学連携
- 兵庫県立大学
- はりま産学交流会